# 1955 à Terre-Neuve-et-Labrador
Chronologie de Terre-Neuve-et-Labrador
- 1951
- 1952
- 1953
- 1954
- 1955
- 1956
- 1957
- 1958
- 1959

Cette page concerne des événements survenus en 1955 dans la province canadienne de Terre-Neuve-et-Labrador.

## Politique
- Premier ministre : Joseph Smallwood
- Chef de l'Opposition :
- Lieutenant-gouverneur : Leonard Outerbridge (en)
- Législature :

## Événements
- 6 septembre : lancement de la station de télévision CJON-DT

## Naissances
- 6 avril : Cathy Jones, actrice
- 5 mai : Mary Barry (en), chanteuse